# 上海市实有人口服务和管理若干规定
上海市实有人口服务和管理若干规定是中華人民共和國上海市人民政府於2012年9月10日舉行的上海市政府第152次常务会议通过的一項行政命令，該規定於2012年11月1日起施行。
2021年4月1日起，修订後的《上海市实有人口服务和管理若干规定》施行。此次修訂将在上海停留時間超过24小时的外來人员纳入服务管理，外來人員為自愿登记，“一日游”的旅客、參加当天往返的公务活动以及交通中转等人员不在管理範圍內。人口信息采集方面，市民可以通过一网通办平台自主填报。